# 藤原成家
藤原 成家（ふじわら の なりいえ）は、平安時代後期から鎌倉時代初期にかけての公卿。藤原北家御子左流、正三位・藤原俊成の長男。官位は正三位・兵部卿。

## 経歴
後白河朝の保元2年（1157年）叙爵し、仁安元年（1167年）に侍従に任じられる。文治元年（1185年）に右近衛少将に任じられ、正治元年（1199年）に右近衛中将に昇任された。
建仁3年（1203年）に従三位に叙され公卿に列す。承元4年（1210年）に正三位に進み、建暦元年（1211年）には兵部卿に任ぜられる。建保2年（1214年）弟の藤原定家が参議に任ぜられると、翌建保3年（1215年）3月30日に出家。最終官位は兵部卿正三位。
承久2年（1220年）6月4日薨去。享年66。

## 官歴
注記のないものは『公卿補任』による。
- 保元2年（1157年） 3月26日：従五位下（暲子内親王久寿2年大嘗会御給）
- 仁安元年（1167年） 正月12日：侍従
- 仁安3年（1169年） 日付不詳：従五位上
- 嘉応2年（1170年） 正月18日：備後介
- 治承元年（1177年） 正月5日：正五位下（八条院御給）
- 文治元年（1185年） 6月10日：右近衛少将
- 文治2年（1186年） 2月30日：近江権介
- 文治3年（1187年） 正月5日：従四位下（府労）
- 建久元年（1190年） 正月5日：従四位上。正月24日：止近江権介[1]
- 建久2年（1191年） 2月1日：正四位下
- 建久3年（1192年） 正月27日：兼安芸介
- 建久4年（1193年） 2月：服解（母）[1]。6月27日：復任
- 建久7年（1196年） 正月28日：止安芸介[1]
- 正治元年（1199年） 12月9日：右近衛中将
- 正治2年（1200年） 正月22日：兼美濃権介
- 建仁3年（1203年） 10月24日：従三位、止右近衛中将
- 承元4年（1210年） 12月26日：正三位（春華門院御即位御給）
- 建暦元年（1211年） 12月2日：兵部卿
- 建保3年（1215年） 3月30日：出家（兵部卿正三位）
- 承久2年（1220年） 6月4日：薨去

## 系譜
- 父：藤原俊成
- 母：美福門院加賀
- 妻：大宮禅尼
  - 次男：藤原言家（? - 1239年）
- 生母不明の子女
  - 男子：藤原宣家
  - 男子：藤原雅家